# Barbarito Torres
Bárbaro Alberto Torres Delgado (nascido em 1956), mais conhecido como Barbarito Torres, é um músico cubano mais conhecido por seu trabalho com o Afro-Cuban All Stars e o Buena Vista Social Club desde 1996. Torres toca laúd, tradicional instrumento cubano da família do alaúde, mais associado ao gênero punto guajiro. Ele continua em turnê com o Buena Vista Social Club como um dos últimos membros originais sobreviventes e gravou vários álbuns solo, o último dos quais, Vámonos pa'l monte, foi lançado em 2016.

## Biografia
Torres nasceu em Matanzas, Cuba,  no ano de 1956. Tocou em uma série de bandas militares durante os anos 1970, antes de se estabelecer em Havana e se tornar membro permanente da Orquestra Cubana de Cuerdas. Ele se tornou diretor musical do Grupo Campoalegre de Celina González e trabalhou com alguns dos músicos mais proeminentes de Havana.
Em março de 1996, Torres começou a trabalhar o Afro-Cuban All Stars que o levou a ser incluído no conjunto Buena Vista Social Club. Torres passou a desempenhar um papel de destaque em discos e performances do grupo, aparecendo no filme de 1999 também intitulado Buena Vista Social Club. Desde então, Barbarito lançou trabalhos solo, incluindo Havana Café, que contou com uma série de jogadores que haviam sido apresentados em seus conjuntos anteriores, incluindo Ibrahim Ferrer e Omara Portuondo.